# Amandava formosa
El bengalí verde (Amandava formosa) es una especie de ave paseriforme de la familia Estrildidae endémica del subcontinente indio. Se caracteriza por su cuerpo verdoso y amarillento, pico rojo brillante y «rayas de cebra» en los flancos. Anteriormente eran aves de jaula muy comunes. La denominación del género es una corrupción del nombre de la ciudad de Ahmedabad, la cual era el centro del comercio de aves en la India. Tienen una distribución restringida y las poblaciones están amenazadas por el comercio de aves.

## Descripción

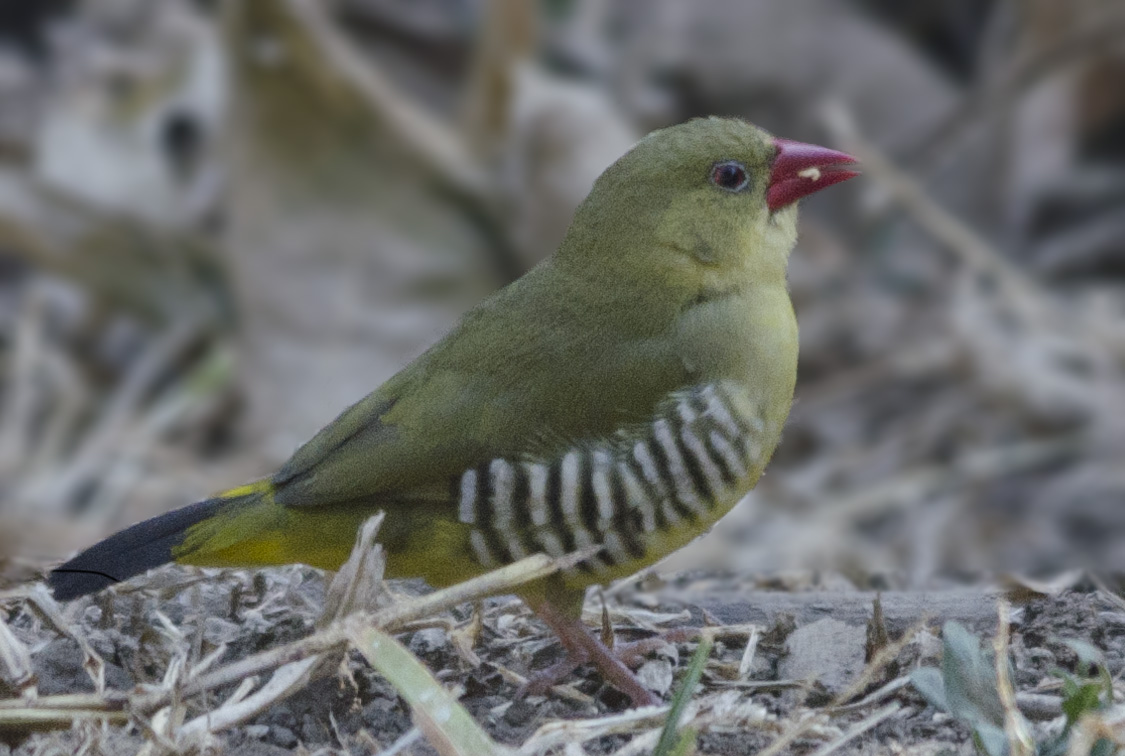
Ejemplar macho.

El ave mide aproximadamente 10 cm de longitud. El cuerpo es verde por encima, amarillo por abajo, el pico es rojizo, y cuenta con franjas blancas y negras en los flancos. Ambos sexos tienen puntas claras en las coberteras alares y terciarias. El plumaje superior es de color verde oliva. Las plumas superiores de la cola son amarillas; la cola es negra y bordeada con plumas anchas. La barbilla es de color amarillo pálido y la parte inferior del pecho, el vientre y la cloaca son de un color amarillo más brillante. Los flancos tienen tonos ante con marrón y blanco. El pico es un color rojizo ceroso y las patas son un tono carnoso o marrón. La hembra es ligeramente más pálido que el macho. Las aves jóvenes son más pálidas, con un pico negro y carecen de la coloración en los flancos.

## Distribución
Esta especie se encuentra principalmente en zonas áridas con matorrales y tierras agrícolas, y con frecuencia se encuentra cerca de agua. Las poblaciones más grandes están en el centro y el noroeste de la India. Una población de aves fue vista una vez cerca de Lahore. Los puntos clave en los que son bien conocidos están en el centro de la India, por el sur de Rayastán, en el centro Uttar Pradesh, en el sur de Bihar y  Bengala Occidental, y se extiende al sur hasta el sur de Maharastra y el norte de Andhra Pradesh. Hay algunos reportes más al sur de Wynaad, en el norte de Kerala, y no está claro si se trata de poblaciones silvestres.

## Ecología y comportamiento
La reproducción ocurre en el centro de la India, de octubre a enero, pero también se sabe que la temporada puede comenzar en julio. El nido está hecho de hojas anchas de hierba o de caña de azúcar, y es esférico con una entrada a un lado. Varios nidos pueden ser construidos en las cercanías por parejas que forman una colonia suelta. Se alimentan en grupos pequeños, sobre todo en la temporada no reproductiva. La puesta es de cuatro a seis huevos.
El canto es un gorjeo agudo, que termina con trino prolongado con un seee débil y swee no muy diferentes al del turdoide rufo.

## Estado de conservación
Ha sido un ave de jaula muy popular y ha estado en el comercio de aves desde finales del siglo XIX. Sigue siendo común en la naturaleza en zonas como el monte Abu, en Rayastán, pero las poblaciones han disminuido debido, principalmente, a la captura ilegal. Bandadas enteras son fácilmente atrapadas utilizando carnada y señuelos.